# Éder (calciatore 1957)
Éder Aleixo de Assis, detto Éder o Éder Aleixo (Vespasiano, 25 maggio 1957), è un allenatore di calcio ed ex calciatore brasiliano,  di ruolo attaccante, vice allenatore dell'Atlético Mineiro.

## Caratteristiche tecniche
Ala sinistra, era dotato di un tiro di rara potenza (la sua traversa contro l'Argentina nel 1982 ha raggiunto la velocità di 174,5 km/h, in parità con Hami Mandıralı per il quarto tiro più potente di sempre): andava alla conclusione praticamente solo con il piede sinistro, essendo dotato di scarsa precisione con l'altro piede. Era inoltre capace di calciare con abilità e curvatura i calci piazzati.

## Carriera

### Club
Iniziò l'attività di calciatore professionista come ala sinistra nella formazione dell'America Mineiro nel 1973, giocando in prima squadra già a sedici anni. Debuttò in massima serie brasiliana il 6 febbraio 1974, durante il Terceiro Campeonato Nacional de Clubes, giocando come titolare nella partita del Mineiro contro il Coritiba; il tecnico della squadra era Barbatana. In tale torneo scese in campo un'altra volta, contro il Bahia all'Estádio da Fonte Nova. Dopo due ulteriori presenze nel Quarto Campeonato Nacional de Clubes, fu nel campionato 1975 che ottenne un posto stabile tra i titolari dell'América, assommando tredici presenze e tre reti. Segnò il primo gol il 13 settembre 1975 contro il Remo, incontro finito 1-1. Il 23 ottobre marcò la sua prima doppietta, nella partita vinta per 3-2 contro il Paysandu. Nel campionato 1976 fu ancora titolare, realizzando due gol nel 6-0 sul Goiânia, e totalizzando undici presenze e tre marcature.
Passò al Grêmio di Porto Alegre, dove giocò per due annate, caratterizzate da un buon livello di prestazioni. Nel campionato 1978 marcò otto reti. Nel 1980 venne ingaggiato dall'Atletico Mineiro, dove restò nel corso dei cinque anni più brillanti della carriera. Con il Galo conquistò insieme alla propria squadra sei titoli del Campionato Mineiro, e individualmente, una Bola de Prata. La sua prima stagione lo vide andare a segno per 10 volte - suo record - e vincere il titolo statale. Affiancato da giocatori affermati come Toninho Cerezo, Reinaldo e Paulo Isidoro, risaltò come uno dei migliori elementi della rosa. La seconda annata vide Éder vincere nuovamente il titolo statale, mentre a livello nazionale raccolse sette presenze in campionato. Il 1982 fu l'anno del terzo trofeo Mineiro consecutivo, e nel 1983 Éder centrò il quarto titolo in quattro stagioni.
Nel 1985, dopo il quinto campionato statale complessivo, tornò a giocare con maggior continuità anche in massima divisione nazionale, disputando 16 partite sulle 28 dell'Atlético. Lasciò il club dopo il torneo, trasferendosi all'Internacional di Limeira, con cui giocò nel campionato Paulista, non riuscendo a mettersi particolarmente in evidenza. Passato al Palmeiras, presenziò durante il Paulistão e scese in campo anche in Série A, riuscendo a realizzare un gol, nel 4-2 sul Comercial-MS. Dopo il Palmeiras, fu la volta del Santos, con cui, ancora una volta, Éder giocò il campionato statale: successivamente, con lo Sport Recife, partecipò al Campionato Pernambucano del 1987. Due brevi esperienze con Botafogo e Atlético-PR fecero da preludio al suo trasferimento all'estero: tra il 1988 e il 1989 militò difatti in Paraguay e Turchia. Tornò poi in patria, riprendendo i colori dell'Atlético Mineiro, prendendo parte al torneo statale e a quello nazionale.
Nella prima metà del 1991 giocò per l'Atlético Paranaense, mentre in seguito prese parte alla Série B 1992 con l'União São João. Al Cruzeiro ebbe un fugace passaggio, e non arrivò comunque a disputare incontri di Série A. Nel biennio 1994-1995 ebbe le ultime esperienze nel campionato di massima serie, prima con l'Atlético Mineiro e successivamente con l'União São João. Nel 1996 fu messo sotto contratto dal Conquista Futebol Clube, squadra di Vitória da Conquista, che la stagione precedente si era guadagnata l'accesso nella prima divisione del Campionato Baiano. Éder vestì poi la casacca del Gama di Brasília, e nel 1997 entrò a far parte dei ranghi del Montes Claros Futebol Clube, neopromossa in massima serie del Campionato Mineiro; con tale società si ritirò dall'attività agonistica.
Ha poi lavorato come commentatore calcistico alla rete televisiva brasiliana Rede Globo.

### Nazionale
Il 17 maggio 1979 allo stadio Maracanã di Rio de Janeiro debuttò tra le file della nazionale brasiliana in occasione dell'incontro amichevole contro il Paraguay vinto 6-0, nel quale segnò il gol di apertura. Tuttavia, il suo primo contatto con la selezione l'aveva avuto il 25 maggio 1978, quando aveva fatto parte della selezione del Rio Grande do Sul che aveva affrontato, in una partita non ufficiale, la nazionale maggiore di Cláudio Coutinho. Segnò anche nel suo secondo incontro, il 31 maggio contro l'Uruguay, subentrando a Joãozinho e segnando l'ultima rete. Fu poi incluso nella lista per la Copa América 1979, debuttandovi il 24 ottobre contro il Paraguay. Dopo l'amichevole non ufficiale tra Brasile e Selezione Mineira, in cui vestì la divisa di quest'ultima, tornò in nazionale il 15 giugno 1980 contro l'Unione Sovietica, subentrando a Zé Sérgio. Tra il 1980 e il 1981 Éder fece stabilmente parte del giro della Nazionale, guidata da Telê Santana, che in seguito lo convocò in prima squadra anche ai Mondiali di Spagna 1982.
Durante tale manifestazione il giocatore impressionò per la potenza del suo tiro e per la sua abilità. Éder debuttò il 14 giugno 1982 contro l'Unione Sovietica, giocando da titolare tutti i novanta minuti e segnando il gol della vittoria all'88' con un tiro al volo da fuori area. Nella partita seguente, contro la Scozia, si ripeté, andando segno con un pallonetto dal limite dell'area di rigore. Contro Nuova Zelanda, Argentina e Italia non realizzò alcuna rete, ma giocò da titolare, senza mai essere sostituito. In seguito al Mondiale iberico, Éder continuò a far parte della rosa della Nazionale, sempre nel ruolo di ala sinistra, anche nella gestione Parreira. Con il nuovo CT partecipò alla Copa América 1983: entrò nei titolari il 1º settembre, contro l'Ecuador, e andò a segno al 58'. Disputò poi il resto della competizione da titolare, ancora una volta senza venire sostituito.
Edu, successore di Parreira, gli preferì Tato e Marquinho Carioca nel suo ruolo, ma Evaristo de Macedo lo reintegrò nella selezione il 25 aprile 1985. Con de Macedo Éder tornò titolare, e disputò le varie amichevoli organizzate dal Brasile contro varie selezioni sudamericane. Al ritorno di Telê Santana corrispose un utilizzo piuttosto costante di Éder nelle qualificazioni al campionato mondiale di calcio 1986, ma al momento delle convocazioni per il Mondiale messicano l'ala fu espunta: la sua ultima partita con la nazionale rimase quella con il Perù, del 1º aprile 1986.

## Palmarès

### Club

#### Competizioni statali
- Campionato Gaúcho: 2

Grêmio: 1977, 1979
- Campionato Mineiro: 6

Atlético Mineiro: 1980, 1981, 1982, 1983, 1985, 1995

#### Competizioni nazionali
- Coppa del Brasile: 1

Cruzeiro: 1993

### Individuali
- Bola de Prata: 1

1983